# Yona Knight-Wisdom
Yona Knight-Wisdom (12 de mayo de 1995) es un deportista jamaicano que compite en saltos de trampolín. Ganó una medalla de plata en los Juegos Panamericanos de 2019, en la prueba individual.

## Palmarés internacional
| Juegos Panamericanos | Juegos Panamericanos | Juegos Panamericanos | Juegos Panamericanos |
| Año                  | Lugar                | Medalla              | Prueba               |
| -------------------- | -------------------- | -------------------- | -------------------- |
| 2019                 | Lima (Perú)          | Medalla de plata     | Trampolín 1 m        |